# Anastázie Patricijka

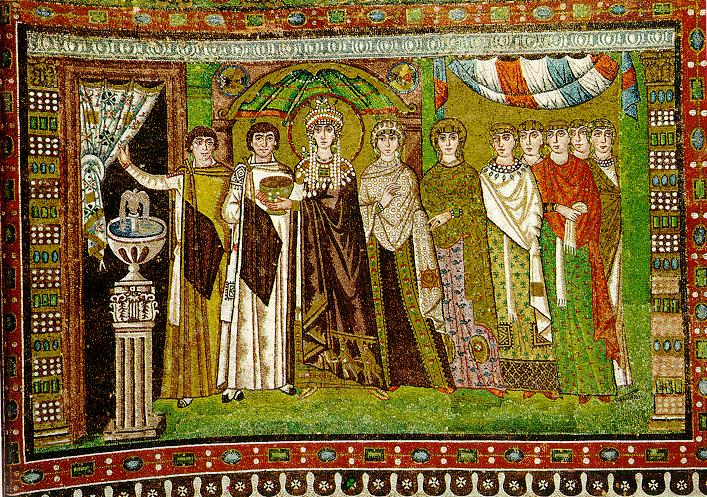
Císařovna Theodora a služebníci

Svatá Anastázie Patricijka (latinsky: Anastasia Patricia, řecky: Άναστασία Πατρικία, romanizováno: Anastasía Patrikía; působila 576) byla byzantská dvořanka a později svatá. Byla dvorní dámou byzantské císařovny Theodory. Justinián I., manžel Theodory, o ni možná usiloval a Theodora na ni začala žárlit. Anastázie, aby se vyhnula problémům, odjela do Alexandrie v Egyptě. Dorazila na místo zvané Pempton poblíž Alexandrie, kde založila klášter, který byl později pojmenován po ní. Žila disciplinovaně a aby se uživila, tkala látky.
Po smrti Theodory v roce 548 se ji Justinián pokusil přimět, aby se vrátila do Konstantinopole, ale bez úspěchu. Místo toho odešla do Scetis, kde hledala pomoc u Abby Daniela, tehdejšího igumena kláštera. Aby ji ochránil, nechal ji přestěhovat se do laury, která se nacházela 29 kilometrů od Scetis v poušti, oblékat se do mnišského oděvu a přijmout život poustevníka v době, kdy to bylo povoleno pouze mužům. Navštěvoval ji každý týden a zajistil, aby jí jeden z jeho učedníků donášel džbány s vodou. Anastázie žila v ústraní dvacet osm let.
V roce 576, vědoma si své blížící se smrti, napsala na kus rozbité keramiky několik slov pro Abbu Daniela a položila ji ke vchodu do jeskyně. Učedník našel ostrakon se slovy „Přineste rýče a přijďte sem.“ Když to Daniel uslyšel, věděl, že Anastázie umírá. Šel ji se svým učedníkem navštívit, aby ji udělil poslední přijímání a poslechnul si její poslední slova. Po její smrti odhalil svému učedníkovi všechny podrobnosti jejího příběhu.
Její příběh přežívá v jedné recenzi koptoarabského Synaxarionu a v příběhu o Danielovi ze Scetis. Jejím svátkem je v katolické a pravoslavné církvi 10. březen a v kalendáři koptské církve 26. tóbi, což bylo datum její smrti uvedené v etiopském Životě Daniela ze Scetis. Anastázie byla některými členy LGBTQ komunity přijata jako příklad transgender světice.